# Карпинето-Романо
Карпинето-Романо (итал. Carpineto Romano, неап. Carpineto Romano) — коммуна в Италии, располагается в области Лацио, подчиняется административному центру Рим.
Население составляет 4931 человек, плотность населения составляет 59 чел./км². Занимает площадь 84 км². Почтовый индекс — 032. Телефонный код — 06.
Покровителем коммуны почитается блаженный Августин, празднование 28 августа.